# ريتشل سنوت
ريتشل آن سنوت (بالإنجليزية: Rachel Sennott)‏ (مواليد 19 سبتمبر 1995) هي ممثلة وكوميدية أمريكية. بعد التدريب في مدرسة تيش العليا للفنون بجامعة نيويورك واستوديو ستيلا أدلر للتمثيل، بدأت حياتها المهنية في مشهد الميكروفون المفتوح في مدينة نيويورك بظهور منتظم في ايتس اغاي ثنك.
اكتسبت ريتشل شهرة واسعة بفضل أدوارها البطولية في الأفلام الكوميدية شيفا بيبي عام 2020، وجثث في كل مكان عام 2022، وبوتمس، وكنت مرحة كلاهما عام 2023. كما جسدت شخصية روزي شوستر في كوميديا السيرة الذاتية ساتردي نايت عام 2024. تعاونت سينوت بشكل متكرر مع زميلتها الممثلة والكاتبة آيو إدبيري. كما لعبت دورًا مساعدًا في مسلسل إتش بي أو الآيدول عام 2023.

## حياتها المبكرة
ولدت ريشيل آن سنوت في 19 سبتمبر 1995 في سيمسبري، كونيتيكت، وهي ابنة دونا (ني فيرزي) وجاك سنوت. وهي من أصل إيطالي وأيرلندي، ونشأت كاثوليكية. تخرجت من مدرسة سيمسبري الثانوية في عام 2014.

## الأعمال

### أفلام
- جثث في كل مكان (2022)

### مسلسلات
- الآيدول (2023)

## روابط خارجية
- ريتشل سنوت على موقع IMDb (الإنجليزية)
- ريتشل سنوت على موقع ميتاكريتيك (الإنجليزية)
- ريتشل سنوت على موقع روتن توميتوز (الإنجليزية)
- ريتشل سنوت على موقع قاعدة بيانات الأفلام العربية
- ريتشل سنوت على موقع ألو سيني (الفرنسية)
- ريتشل سنوت على موقع أول موفي (الإنجليزية)
- ريتشل سنوت على موقع قاعدة بيانات الفيلم (الإنجليزية)
- ريتشل سنوت على موقع كينوبويسك (الروسية)